# Bague au doigt, corde au cou
Bague au doigt, corde au cou (titre original : How to Save a Marriage and Ruin Your Life) est un film américain réalisé par Fielder Cook et sorti en 1968, avec dans les rôles principaux Dean Martin et Stella Stevens.

## Fiche technique
- Titre original : How to Save a Marriage and Ruin Your Life
- Réalisation : Fielder Cook
- Scénario : Stanley Shapiro, Nate Monaster
- Production : Nob Hill Productions Inc.
- Photographie : Lee Garmes
- Musique : Michel Legrand
- Montage : Philip W. Anderson
- Durée : 102 minutes
- Dates de sortie :
  - États-Unis : 29 janvier 1968
  - France 26 juin 1968
- Affiche : Michel Landi (France)

## Distribution
- Dean Martin : David Sloane
- Stella Stevens : Carol Corman
- Eli Wallach : Harry Hunter
- Anne Jackson : Muriel Laszlo
- Betty Field : Thelma
- Jack Albertson : Mr. Slotkin
- Katharine Bard : Mary Hunter
- Woodrow Parfrey : Eddie Rankin
- Alan Oppenheimer : Everett Bauer
- Shelley Morrison : Marcia Borie
- George Furth : Roger